# Губерт Костка
Губерт Ежи Костка (пол. Hubert Jerzy Kostka, нар. 27 травня 1940, Ратібор) — колишній польський футболіст, що грав на позиції воротаря. По завершенні ігрової кар'єри — футбольний тренер.
Як гравець насамперед відомий виступами за «Гурник» (Забже), в якому провів всю свою ігрову кар'єру, вигравши за цей час вісім чемпіонств та шість Кубків Польщі, а також національну збірну Польщі, разом з якою став Олімпійським чемпіоном 1972 року.

## Клубна кар'єра
Почав кар'єру в молодіжному клубі «Марковіце». 1958 року став гравцем рацибузької «Унії», де пробув ще два роки.
Восени 1960 року став футболістом «Гурника» (Забже). У клубі провів 14 сезонів, протягом яких взяв участь в 301 офіційному матчі, у тому числі в 221 грі чемпіонату Польщі. Разом з «Гурником» Костка 8 разів вигравав чемпіонат і 6 разів — Кубок Польщі, а також грав у фіналі Кубка кубків 1969/70, в якому «Гурник» з рахунком 1:2 поступився англійському клубу «Манчестер Сіті».

## Виступи за збірну
В збірній Польщі дебютував 15 квітня 1962 року в товариській зустрічі зі збірною Марокко. У складі національної команди ставав переможцем футбольного турніру Олімпійських ігор у Мюнхені. На турнірі зіграв 6 матчів та пропустив 4 м'ячі.
Після Олімпійських ігор Костка зіграв лише один матч за збірну, взявши участь у великій перемозі над чехословаками в Бидгощі (3:0) 15 жовтня 1972 року. Всього за збірну Польщі провів 32 матчі, 3 з яких — як капітан команди.

## Кар'єра тренера
Після завершення ігрової кар'єри працював з молодіжними командами «Гурника». 1976 року став головним тренером команди з Забже та одразу ж привів її до бронзових медалей чемпіонату Польщі. У наступному сезоні «Гурник» несподівано вилетів у другу лігу та Костка був звільнений зі своєї посади. Після того, як Костка привів до перемоги в Екстракласи «Шомберки», він повернувся в «Гурник» та двічі, в сезонах 1984/85 і 1985/86, вигравав з ним чемпіонство.
Протягом 1988—1989 років тренував швейцарський «Аарау».
1994 року знову повернувся до «Гурника», втретє очоливши команду.
У збірній Польщі працював тренером воротарів, спочатку в штабі Казімєжа Гурського на чемпіонаті світу 1974 року, пізніше — з його наступниками Яцеком Гмохом та Антонієм Пехнічеком. Костка був кандидатом на посаду головного тренера збірної Польщі в 1989 році, але керівництво Польського футбольного союзу вибрало на цю посаду Анджея Стрейляу.
Авторитетний польський тижневик Piłka Nożna тричі (1979, 1980, 1985) називав Костку найкращим тренером року в Польщі.
Протягом 1994—1995 років тренував «Петрохемію» (Плоцьк).
Наразі останнім місцем тренерської роботи був клуб «Лехія» (Гданськ), команду якого Губерт Костка очолював як головний тренер з 1995 по 1996 рік.

## Досягнення

### Як гравця

#### Клубні
- Чемпіон Польщі (8) :

Гурник (Забже): 1961, 1962/63, 1963/64, 1964/65, 1965/66, 1966/67, 1970/71, 1971/72
- Володар Кубка Польщі (6) :

Гурник (Забже): 1964/65, 1967/68, 1968/69, 1969/70, 1970/71, 1971/72
- Фіналіст Кубка володарів кубків (1) :

Гурник (Забже): 1969/70

#### У збірній
- Олімпійський чемпіон: 1972

### Як тренера
- Чемпіон Польщі (3) :

Шомберки (Битом): 1979/80
Гурник (Забже): 1984/85, 1985/86
- Тренер року в Польщі (3) : 1979, 1980, 1985